# Sefsaf
Sefsaf (àrab الصفصاف) és una comuna rural de la província de Sidi Kacem de la regió de Rabat-Salé-Kenitra. Segons el cens de 2014 tenia una població total de 25.075 persones.